# Traumzeit

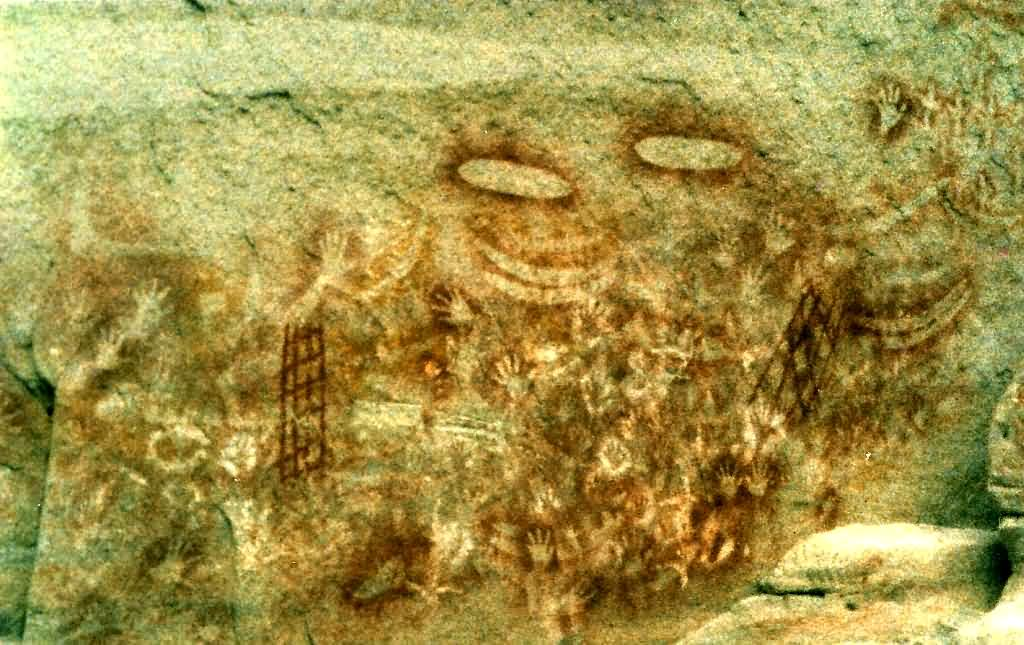
Felsmalereien in der Carnarvon-Schlucht, die vermutlich spezielle Zeichen eines Clans sowie Traumzeitmotive symbolisieren, den Geist eines Verstorbenen zu fangen

Die Bezeichnung Traumzeit (engl. Dreamtime oder Dreaming) soll den zentralen Begriff der Mythologie aller australischen Aborigines und ihrer ethnischen Religionen wiedergeben, wobei die Übersetzung irreführend ist. Die Traumzeit-Legenden handeln von der universellen, raum- und zeitlosen Welt, aus der die reale Gegenwart in einem unablässigen Schöpfungsprozess hervorgeht, um ihrerseits wiederum die Traumzeit mit neuen geschichtlichen Vorgängen zu „füllen“. Dieses allumfassende spirituelle Gewebe erklärt somit, wie alles entstanden ist, und begründet die ungeschriebenen Gesetze, nach denen die Aborigines leben. Die Ereignisse der Traumzeit manifestieren sich nach ihrem Glauben in Landmarken wie Felsen, Quellen und anderen Naturerscheinungen.

## Etymologie
Der britische Ethnologe Walter Baldwin Spencer und sein australischer Kollege Francis James Gillen übersetzten das Wort alcheringa der zentralaustralischen Sprache Arrernte mit dreaming, das im Deutschen mit Traumzeit wiedergegeben wurde. Die Ausdrücke dreaming beziehungsweise Traumzeit sind jedoch missverständlich, weil sie an den Traum erinnern. Mit dem Träumen im Schlaf hat die Traumzeit aber wenig zu tun.
Für die Aborigines handelt es sich bei der Traumzeit vielmehr um die „spirituelle, natürliche und moralische Ordnung des Kosmos“, und träumen bedeutet in diesem Zusammenhang die kollektive Fähigkeit, die Welt und ihre Zusammenhänge richtig zu verstehen und zu nutzen, die mythische Welt im Rahmen einer Kulthandlung zu reflektieren, sowie Lebenskraft zu besitzen. Dies kann durchaus auch mit dem normalen, individuellen Träumen in Verbindung gebracht werden.
In einer weiteren zentralaustralischen Sprache, dem Pitjantjatjara, heißt die Traumzeit tjukurrpa. In anderen Sprachen der Aborigines gibt es wiederum eigene Begriffe für die Traumzeit, aber es wird stets das Gleiche darunter verstanden. „Die Traumzeit wird in Geschichten [ausschließlich] mündlich wiedergegeben“.

## Allgemeine Traumzeit-Weltanschauung

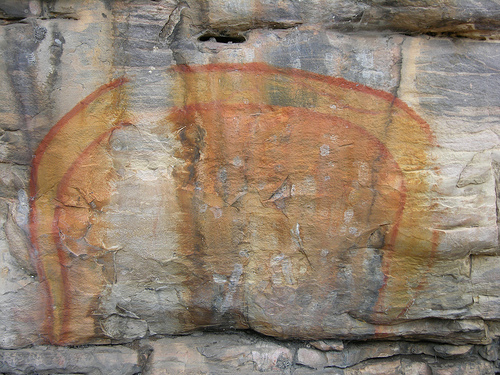
Regenbogenschlange als Felszeichnung

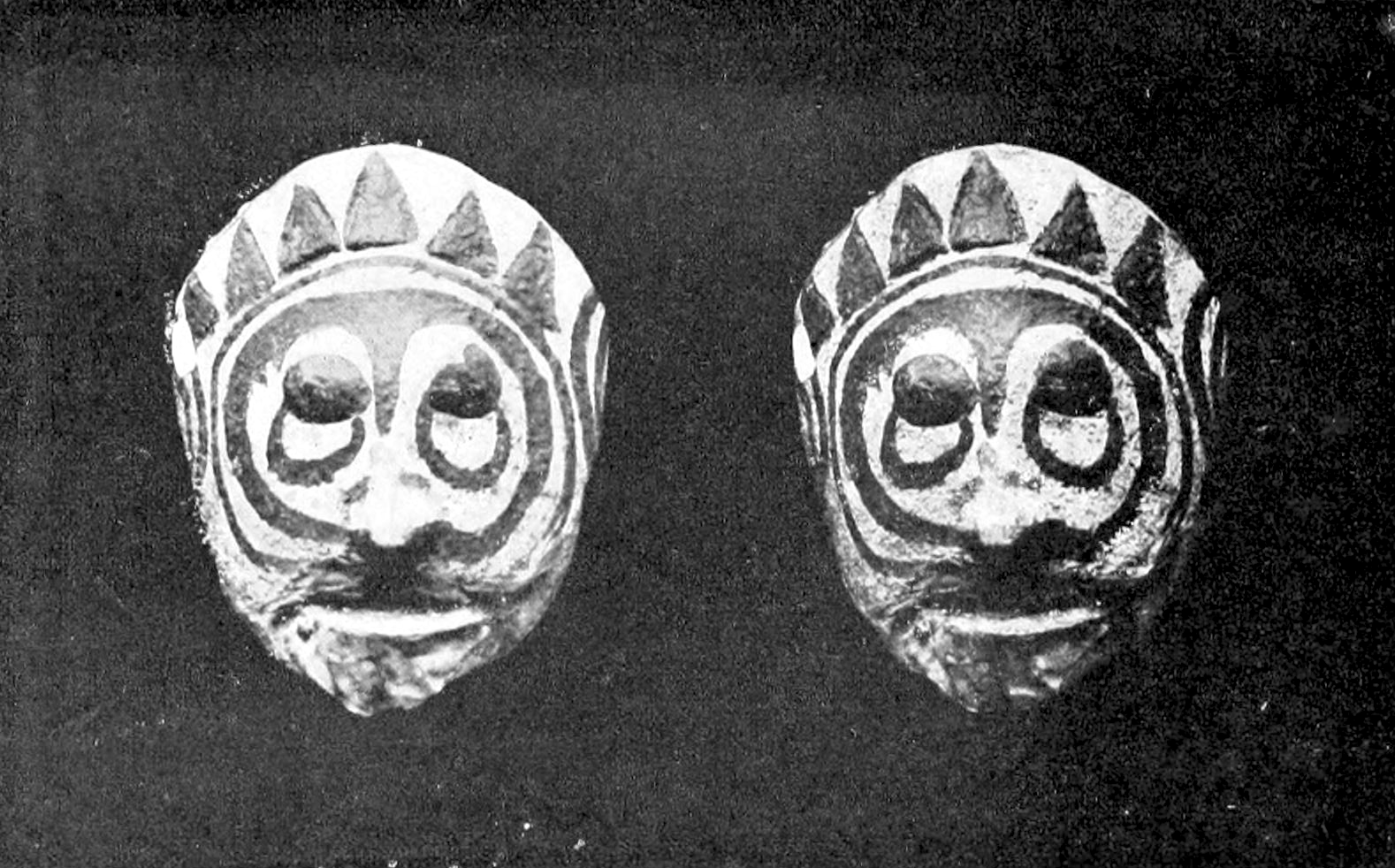
Kultmasken aus Westaustralien

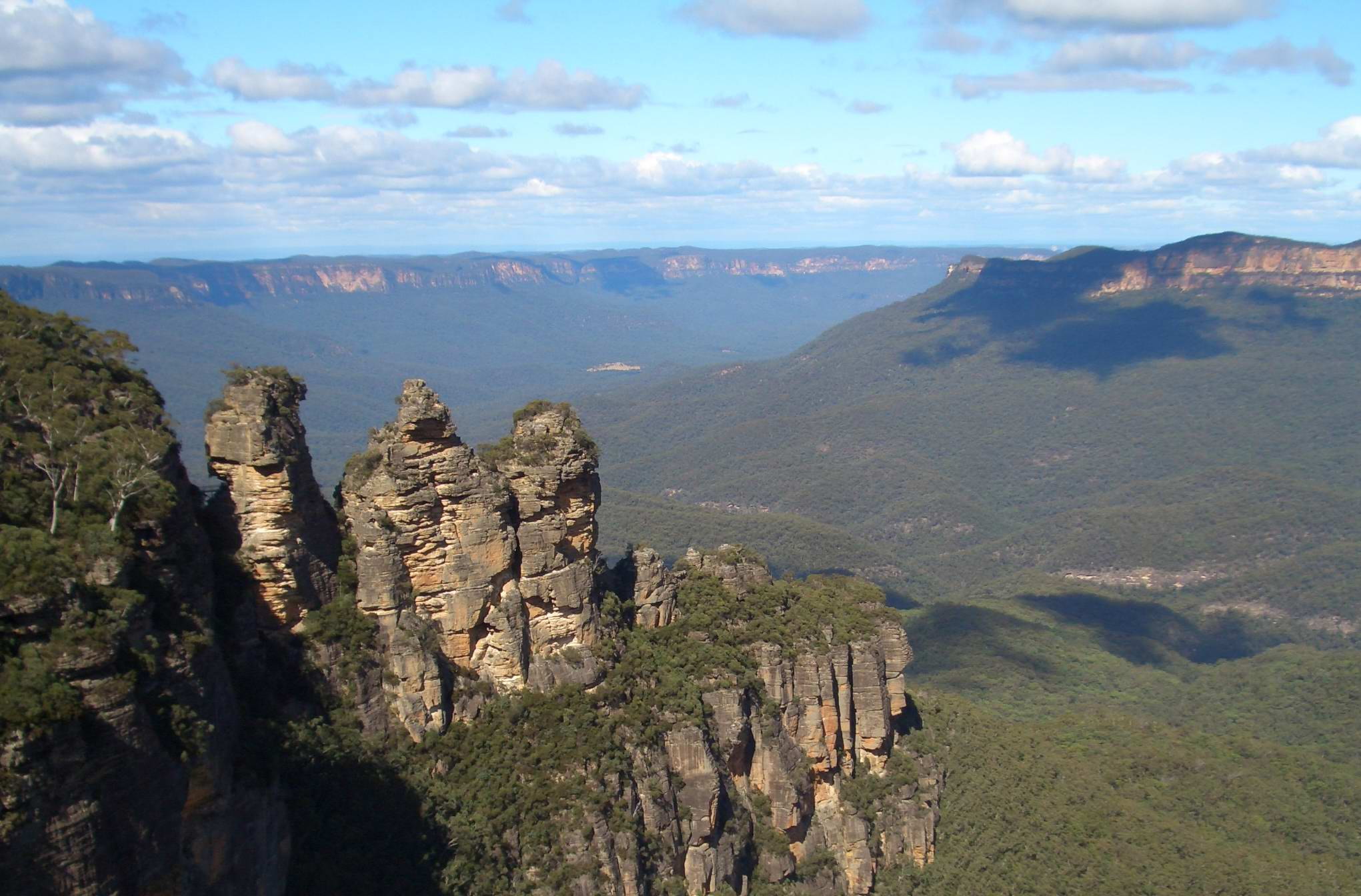
Bei der Felsgruppe Three Sisters in den Blue Mountains handelt es sich um die Traumzeitlegende der drei schönen Schwestern Meehni, Wimlah und Gunnedoo, die von ihrem Vater zum Schutz vor dem Monster Bunyip in Fels verwandelt wurden

Die verschiedenen Begriffe der australischen Sprachen, die mit „Traumzeit“ übersetzt werden, bezeichnen die Vorstellung von einer raum- und zeitlosen Quelle der Existenz, die man als „fortwährende Schöpfungsgegenwart ohne Anfang“ bezeichnen könnte. In der Vergangenheit liegen nur die Ereignisse und Erfahrungen der diesseitigen Welt („Träume“ oder „Traumpfade“), die seit undenklichen Zeiten auf die Traumzeit zurückwirken und diese unablässig in einem zeitlosen Prozess wandeln. Sämtliche Wesen, aber auch die Dinge der unbelebten Natur, haben ihren Ursprung und ihr Gegenstück (Ahnenwesen) in der Traumzeit. Im Gegensatz zu den diesseitigen Wesen und Ereignissen stehen die Wesen und Ereignisse der Traumzeit jedoch gleichrangig und gleichzeitig mit allem bisher Geschehenen nebeneinander. Die Träume der diesseitigen Welt sind identisch mit der Lebensenergie der Menschen sowie der belebten und unbelebten Natur, die die Traumzeit unablässig erweitern. Die Traumzeit – die heilige fortdauernde Schöpfungsgegenwart – wird als eigentliche Realität betrachtet.
Nach der Vorstellung der Aborigines können Clever Men durch bestimmte Rituale und Zeremonien jederzeit (vor allem an heiligen Orten) mit der Traumzeit und ihren Figuren Kontakt aufnehmen.
Es sind die Urzeitwesen dieser Schöpfungsgeschichte (etwa die auf Fels- und Höhlenmalereien dargestellten Wondjina), die die Berge, die Flüsse, das Meer und den Himmel gestalteten, den Tieren und den Pflanzen ihren Namen gaben und den Menschen als Kulturheroen Waffen, Werkzeuge und Gesetze brachten. Diese mythischen Wesen – die deutlich von Stamm zu Stamm variieren – werden von manchen Autoren als Geister, von anderen als Hochgötter bezeichnet (→ Australische Hochgötter). Sie werden zwar als Himmelswesen angesehen, da sie nach der Umgestaltung und Ordnung der Welt von der Erde in den Himmel aufstiegen, doch sie sind weder ursächliche Schöpfer, noch greifen sie in das Schicksal der Menschen ein. Insofern werden sie im Allgemeinen auch nicht kultisch verehrt.
Eine zentrale Figur in vielen Traumzeitvorstellungen ist die Regenbogenschlange, denn sie „ist die Verschmelzung von zwei wichtigen Prinzipien, die die Einheit von Geist und Materie darstellen.“ Bei manchen Stämmen kommt die zentrale Rolle auch einem mythischen Känguru oder Waran zu.
Vermutlich bereits seit der Besiedlung Australiens vor 40.000 oder mehr Jahren begannen die Menschen in Traumzeit-Legenden – die mündlich überliefert wurden – von der Erschaffung der Welt zu berichten.
Die Traumzeit und ihre Wesen gilt auch als Ursprung für alle Regeln des menschlichen Zusammenlebens, für Recht und Gesetz. Aus der Traumzeit leiten sich die sozialen Regeln ab, wobei Verstöße gegen den Verhaltenskodex sanktioniert werden. Dennoch ist die Traumzeit keine unveränderbare moralische Instanz, sondern „lernt“ aus den Erfahrungen des Diesseits. Es gibt nichts, was nicht mit der Traumzeit verbunden wäre. „In der Vorstellung der Aborigines ist eine »träumende Landschaft« eine Verkörperung mystischer Wirklichkeiten, welche mit Worten nur schwer erklärbar sind“.
Die Aborigines glauben, dass ihre unsterbliche Seele ein „Funke“ ihrer Ahnwesen aus der Traumzeit ist, der nach dem Tod eines Wesens in die Traumzeit zurückkehrt. Zudem stellt dieser Funke die ungebrochene Verbindung zur Traumzeit dar, die durch bestimmte Rituale stimuliert werden kann. Diese Ahnwesen werden nicht gottgleich idealisiert, sondern sind fehlerhaft wie jedes reale Wesen. Ihre in der Traumzeit „gespeicherten“ Lebenswege sollen den Menschen als Lehrstücke für das persönliche und das kollektive Handeln dienen.
Nach Gerhard Leitner gibt es drei wesentliche Ansätze der „Traumzeit-Weltanschauung“:
- Da es regionale und persönliche Traumzeiten gibt, sind die persönlichen Traumzeiten in das größere regionale Umfeld, das Land, eingebunden. Diese Einbettung kommt über die väterliche Linie zustande. Die Bindung an das Land ist so stark, dass die Menschen sich als zum Land gehörend empfinden und nicht etwa umgekehrt.[1]
- Die Traumzeit wird nicht in Frage gestellt. Sie ist evident, Zweifler gibt es kaum.
- Die Traumzeit ist gottlos, ihr zentrales Thema ist die Geographie, die sich in der Landbindung offenbart. Die Geschehnisse der Traumzeit manifestieren sich in tausenden heiliger Landmarken, die in Jahrtausenden zu einer Art spiritueller Landkarte Australiens geworden sind. Es sind „erstarrte Hinweise auf einstige Geschehnisse“, und an solchen Orten findet die Kontaktaufnahme zur Traumzeit statt. Kundige Aborigines können diese Landmarken jederzeit mit den zugehörigen Traumzeit-Ereignissen in Verbindung bringen.[1] Das Land ist demnach die zentrale Traumzeitfigur und kein Gott. Das Land und die Traumzeit anderer werden respektiert. Alle Traumzeiten – besser Traumzeitpfade – sind miteinander verkettet. Die Traumpfade (songlines) – diesen Begriff hat der britische Schriftsteller Bruce Chatwin (1940–1989) verwendet – bedeuten, dass niemand das gesamte Wissen der Traumzeit besaß und dieses Einzelwissen in periodisch stattfindenden Riten und Zeremonien zusammengefügt wurde und wird.[9]

Das Wissen ist nicht allen zugänglich, sondern nur auserwählten Trägern der Gemeinschaft. Es ist geheim. Es gab hervorgehobene Persönlichkeiten in den Gruppen, den Stammesführer, den Medizinmann (clever man) und den Richter (law man), den Ältesten der Gruppe, die dieses Wissen weiter vermittelten. Dieses Wissen wurde nach Frau und Mann unterschieden. Es bedeutete auch nicht, dass die jeweilige Person eine hervorgehobene Stellung in der Gruppe innehatte. Das Wissen der Frauen war Männern nicht zugänglich und umgekehrt.
Die Rechtsprechung geschah durch den Ältesten der Gruppe, und Unrecht wurde geahndet. Es waren entweder unmittelbare Sanktionen oder Verhandlungen; auch konnte ein Kampf vereinbart werden. Deutete der Richter, der law man, mit einem Knochen auf den Verurteilten, so kam dies einem Ausschluss aus der Gruppe gleich. Ausschluss aus der Gruppe bedeutete, dass er alleine kaum eine Überlebenschance in der Wildnis (Outback) hatte.

## Seelen- und Jenseitsvorstellungen
Bei den traditionellen Aborigines herrscht zumeist die Vorstellung von drei Seelenstadien im Laufe des Lebens: die Geist-Kind-Seele, die Lebens- und die Totenseele; wobei die Bezeichnungen sehr unterschiedlich sind. Kinder kommen in den Besitz ihrer Seele, indem der Vater im Traum oder in Trance eine Kindoffenbarung empfängt und diese dann durch eine magische Tat (etwa durch das Berühren mit einer Lanzenspitze) auf die Mutter überträgt. Die Kenntnisse über die Totenseele und das Jenseits sind gering, da die Australier es vermeiden, über Verstorbene zu sprechen. Hier herrschen offenbar sehr uneinheitliche Vorstellungen in der ansonsten recht einheitlichen Traumzeit-Religion: Von einem endgültigen Erlöschen über dauerhafte Aufenthalte – etwa auf den „Inseln der Toten“ – bis hin zu gewollter Reinkarnation in Tieren oder Menschen sind alle denkbaren Vorstellungen vorhanden.

## Totemismus

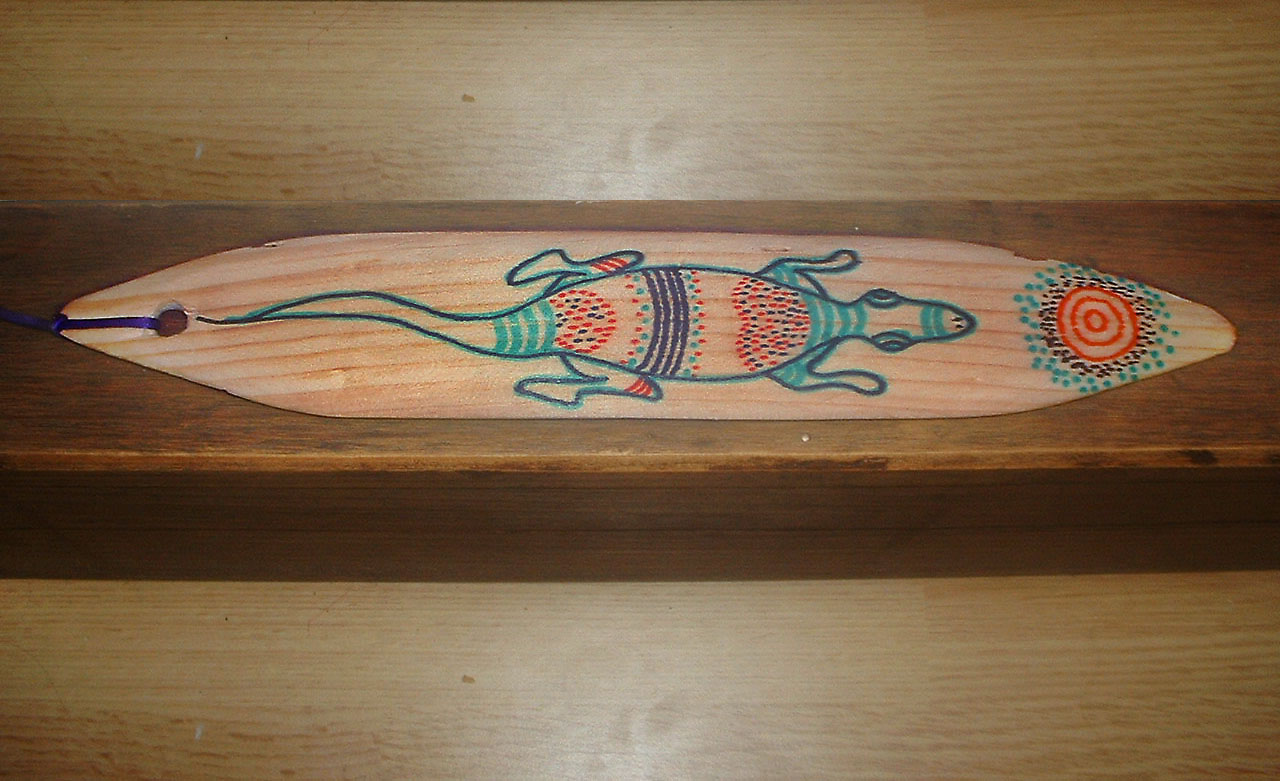
Ein Tjurunga-Schwirrgerät aus Holz, ursprünglich Ritualgerät zur Kontaktaufnahme mit den Totemahnen, heute hergestellt für touristische Verkäufe

Ein besonderer Ausdruck der Traumzeit und von vorrangiger Bedeutung für das religiöse Leben vieler Stämme ist der Totemismus. Jede Person ist Träger eines Totems, einer Totemfigur beziehungsweise eines Totemahnen. „Sie legen dem Träger bestimmte Pflichten auf. Wenn z. B. das Totem ein Tier ist, sagen wir ein Känguru, dann wird es der Betreffende nicht jagen oder essen. Er wird niemanden heiraten, der dieses Totem hat, auch wenn anderweitige Voraussetzungen erfüllt sind. Totems schaffen Verbindungen, die über die Verwandtschaft hinausgehen.“ Im Gegensatz zu den Kulturheroen und Göttern werden sie niemals im Himmel gesehen, sondern stets verbunden mit der Erde und dem irdischen Leben. Die Totemahnen schliefen in der Urzeit unter der damals formlosen Erdoberfläche, ehe sie an Wasserlöchern, durch Quellen oder Sümpfe zur Oberfläche kamen, um danach wieder abzutauchen oder sich in heilige Gegenstände – vorzugsweise Steine – zu verwandeln. Die Stätten ihres irdischen Erscheinens gelten als heilig; an ihnen werden die Totemvorfahren rituell verehrt. Die Totemtiere oder -pflanzen stellen die Verbindung einer Gruppe zu den Totemahnen dar. Dieses Gruppentotem ist Grundlage der äußerst komplizierten exogamischen Heiratsvorschriften.
Die Ritualkultur der Stämme mit Totemismus bildet die Grundlage des religiösen Kults. Die von Liedern und Tänzen begleiteten Riten gelten als von den Totemvorfahren gestiftet und machen die Menschen wesensgleich mit diesen Ahnen. Zur Teilnahme an esoterischen, für Frauen verbotenen Kulthandlungen sind junge Männer nach Abschluss der Initiationsriten berechtigt, durch die sie in die Gemeinschaft der Männer aufgenommen werden. Diese Riten sind mit großen Härten verbunden und gelten als Opferhandlungen. Zu ihrem Vollzug gehörte allgemein die schmerzhafte Narbenschneidung. Diese war sehr weit, allerdings nicht auf dem ganzen Kontinent, verbreitet. Während im Allgemeinen für das Totem strenges Speiseverbot besteht, kann rituell das Essen der Totempflanze oder des Totemtieres erlaubt oder sogar geboten sein. Die Gegenwart der Totemahnen wird im Surren der Schwirrhölzer erlebt (siehe auch: Tjuringa).
Individueller religiöser Totemismus ist am ausgeprägtesten im zentralen und nördlichen Australien, während sich bei den südlicheren und östlichen Stämmen oft eine Mythologisierung innerhalb der Sippengemeinschaften findet, die in Vorstellungen von Kulturheroen und Demiurgen münden, welche es so bei den nördlichen und zentralen Stämmen nicht gibt.

## Australische Hochgötter?
Vor allem die ältere Völkerkunde suchte etwa im Hinblick auf die Urmonotheismus-These weltweit nach Beweisen, dass in allen Religionen Hochgötter vorkamen, die angeblich den christlichen Gott repräsentierten. Himmelsgötter sind in der Religionsgeschichte charakteristisch für den Hochgottglauben. Auch in Australien glaubte man fündig zu werden. In der Tat gibt es bei einigen Stämmen ein „höchstes Wesen“, das als Gott bezeichnet werden könnte. Diese Auslegung ist jedoch auch im Hinblick auf allzu „zielgerichtete Übersetzungen“ aus den Eingeborenensprachen nach wie vor umstritten. Heute werden sie eher als Traumzeitwesen, Ahnwesen oder Kulturheroen betrachtet.
- Nordwesten: Walanganda („zum Himmel gehörig“), der am Ende der Urzeit als Herrscher aller Geistwesen zum Himmel aufstieg. Er wird in der Milchstraße erkannt.
- Nordwesten, vor allem Kimberley: Galalang, der den Menschen das beste Land, die schönste Sprache und langes Leben geschenkt haben soll. Stifter der Einehe und Wächter über die Moralgesetze.
- Neusüdwales: Djaramulun (Alter Ego aus Mann und Adlerfalke), ein Gewittergott, der auf Donnerwolken reitet und Steinäxte als Blitze schleudert.
- West- und Zentral-Victoria: Bundjil.
- Neusüdwales: Baiami, oft als Vater des Djaramulun benannt.[5] Zumeist als Kulturheros bekannt.[14]